# Luis Reyna Navarro
Luis Reyna Navarro (Huánuco, 16 de mayo de 1959) es un exfutbolista peruano. Se desempeñaba en la posición de Pivote; además, es recordado por la marca especial que le hizo a Diego Maradona en las Eliminatorias para el Mundial 1986.

## Trayectoria
Llegó al Sporting Cristal en 1975 luego que el cuadro rimense jugara un amistoso con su colegio, el emblemático "Guadalupe", y cayera derrotado 2-1; esa tarde Reyna anotó uno de los goles y jugó de volante de avanzada. 
Debutó en el primer equipo profesional en 1978, al siguiente año consiguió el campeonato 1979, luego en 1980 y 1983. Reyna se mantuvo en el club hasta 1984, al año siguiente fichó por Universitario de Deportes y se mantuvo hasta 1989 donde se retiró, en esos años logró salir campeón con Universitario en dos ocasiones, 1985 y 1987.

## Selección Peruana
Fue internacional con la selección peruana en 39 ocasiones y participó en el Mundial España 1982, y también participó en la Eliminatorias México 1986, donde su partido más recordado fue el 23 de junio de 1985 en Lima contra Argentina de Diego Maradona y Daniel Passarella en el Estadio Nacional , donde logró marcarlo y desaparecerlo del partido, fue ovacionado por más de 43.000 aficionados peruanos, finalmente terminaría 1-0 a favor de Perú y dándole 2 puntos más . También participó en dos ediciones de Copa América, la de 1983 y 1987, así como en Eliminatorias Italia 1990.

### Participaciones en Copas del Mundo
| Mundial                        | Sede   | Resultado    |
| ------------------------------ | ------ | ------------ |
| Copa Mundial de Fútbol de 1982 | España | Primera fase |

## Asistente y Director Técnico
Luego de su retiro como jugador fue Asistente Técnico de Juan Carlos Oblitas en Sporting Cristal entre 1991 y 1995 donde la celeste obtuvo tres títulos nacionales. 
A medianos de 1996 dirigió al Deportivo Pesquero en reemplazo de Roberto Chale, no tuvo los resultados esperados y fue reemplazado por Roberto Arrelucea.

## Clubes

### Como jugador
| Club                      | País | Año         |
| ------------------------- | ---- | ----------- |
| Sporting Cristal          | Perú | 1978 - 1984 |
| Universitario de Deportes | Perú | 1985 - 1989 |

### Como entrenador
| Club                          | País | Año  |
| ----------------------------- | ---- | ---- |
| Sporting Cristal (interino)   | Perú | 1993 |
| Deportivo Pesquero (interino) | Perú | 1996 |

## Palmarés

### Como jugador

#### Campeonatos nacionales
| Título                    | Club             | País | Año  |
| ------------------------- | ---------------- | ---- | ---- |
| Primera División del Perú | Sporting Cristal | Perú | 1979 |
| Primera División del Perú | Sporting Cristal | Perú | 1980 |
| Primera División del Perú | Sporting Cristal | Perú | 1983 |
| Primera División del Perú | Universitario    | Perú | 1985 |
| Primera División del Perú | Universitario    | Perú | 1987 |